# صومعه رالانگ
صومعه رالانگ جدید یا رالونگ پالچن چولینگ یک صومعه بودایی از فرقه کاگیو از بودیسم تبتی در جنوب سیکیم، شمال شرقی هند است و در شش کیلومتری راوانگلا واقع شده است. صومعه رالانگ دارای مجموعه گسترده‌ای از نقاشی‌ها و تانگکاها است.

## ساخت و ساز
صومعه قدیمی در سال‌های ۱۹۷۵-۱۹۸۱ بازسازی شد و در سال ۱۹۹۵، این صومعه جدید، معروف به موسسه صومعه پالچن چولینگ توسط گوشیر گیالتساب دوازدهم ساخته شد، که معماری تبتی خود را حفظ کرد. صومعه قدیمی رالانگ گومپا یا کارما رابتنلینگ در نزدیکی غرب این صومعه جدید قرار دارد.

## جشنواره
صومعه رالانگ میزبان فستیوالی سالانه است که به نام پانگ لابسول شناخته می‌شود، زمانی که کوه کانگچنجونگا معمولاً در سپتامبر عبادت می‌شود و در اوایل دسامبر به پایان می‌رسد.